# Parotis chlorochroalis
Parotis chlorochroalis là một loài bướm đêm trong họ Crambidae.